# Eilema fuscipes
Eilema fuscipes är en fjärilsart som beskrevs av George Francis Hampson 1893. Eilema fuscipes ingår i släktet Eilema och familjen björnspinnare. Inga underarter finns listade i Catalogue of Life.